# Naso elegans
Naso elegans là một loài cá biển thuộc chi Naso trong họ Cá đuôi gai. Loài cá này được mô tả lần đầu tiên vào năm 1829.

## Từ nguyên
Tính từ định danh của loài cá này, elegans, trong tiếng Latinh có nghĩa là "thanh lịch, tinh tế", ám chỉ màu sắc nổi bật của cơ thể.

## Phạm vi phân bố và môi trường sống
N. elegans có phạm vi phân bố rộng khắp Ấn Độ Dương. Loài cá này được tìm thấy từ Biển Đỏ và ngoài khơi phía nam bán đảo Ả Rập, trải dọc theo vùng bờ biển Đông Phi đến ngoài khơi Durban (Nam Phi), bao gồm Madagascar và những bãi cạn, quần đảo xung quanh; ngoài khơi Sri Lanka và các quần đảo thuộc Nam Á; ngoài khơi Myanmar, băng qua biển Andaman trải dài xuống đảo Sumatra, Java và Bali (Indonesia). N. elegans cũng được ghi nhận ở ngoài khơi đảo Giáng Sinh và quần đảo Cocos (Keeling) (thuộc Úc).
N. elegans sống gần những rạn san hô và đá ngầm ở độ sâu khoảng 30 m trở lại.

## Mô tả

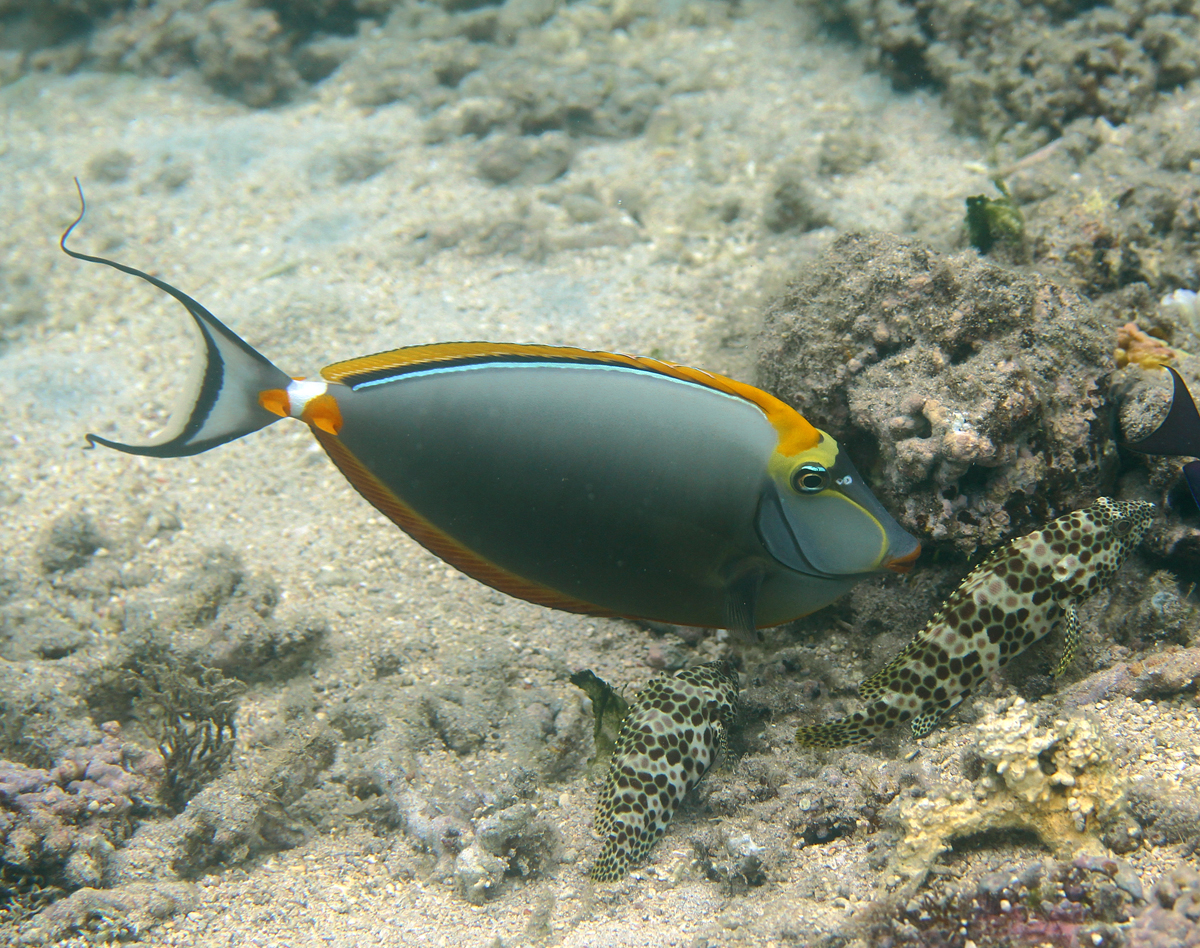
N. elegans ngoài khơi Réunion

Chiều dài cơ thể tối đa được ghi nhận ở N. elegans là 45 cm, nhưng thường được quan sát với chiều dài phổ biến là 35 cm. Cơ thể hình bầu dục thuôn dài, có màu lam xám sẫm đến nâu sẫm; ngực có màu vàng cam. N. elegans không có sừng trước trán như một số loài Naso khác.
Mặt của N. elegans được "trang điểm" với một vùng màu vàng ở trên đỉnh đầu và sau mắt, thu hẹp thành một đường sọc cong xuống môi; môi màu cam; vũng mõm màu xám sẫm. Vùng trên môi ngược lên giữa 2 mắt có màu sẫm hơn thân. Vây lưng và vây hậu môn có viền xanh ánh kim ở rìa, với dải đen chỉ có ở gốc vây lưng. Vây hậu môn và vây bụng màu nâu sẫm. Đuôi màu trắng nhạt, có viền đen; các tia vây đuôi ở rìa trên và dưới kéo dài tạo thành hai thùy đuôi dài màu đen. Cuống đuôi trắng với 2 phiến xương nhọn màu cam ở mỗi bên, tạo thành ngạnh rất sắc; vùng da xung quanh các ngạnh này cũng có màu cam sáng.
Vây lưng màu vàng ở N. elegans là đặc điểm phân biệt giữa chúng với Naso lituratus, một loài rất giống với N. elegans từ màu sắc cho tới hình dáng cơ thể (ngoại trừ vây lưng của N. lituratus có màu đen). N. elegans được phân bố rộng khắp Ấn Độ Dương, trong khi đó, N. lituratus có phạm vi phân bố ở Thái Bình Dương. 

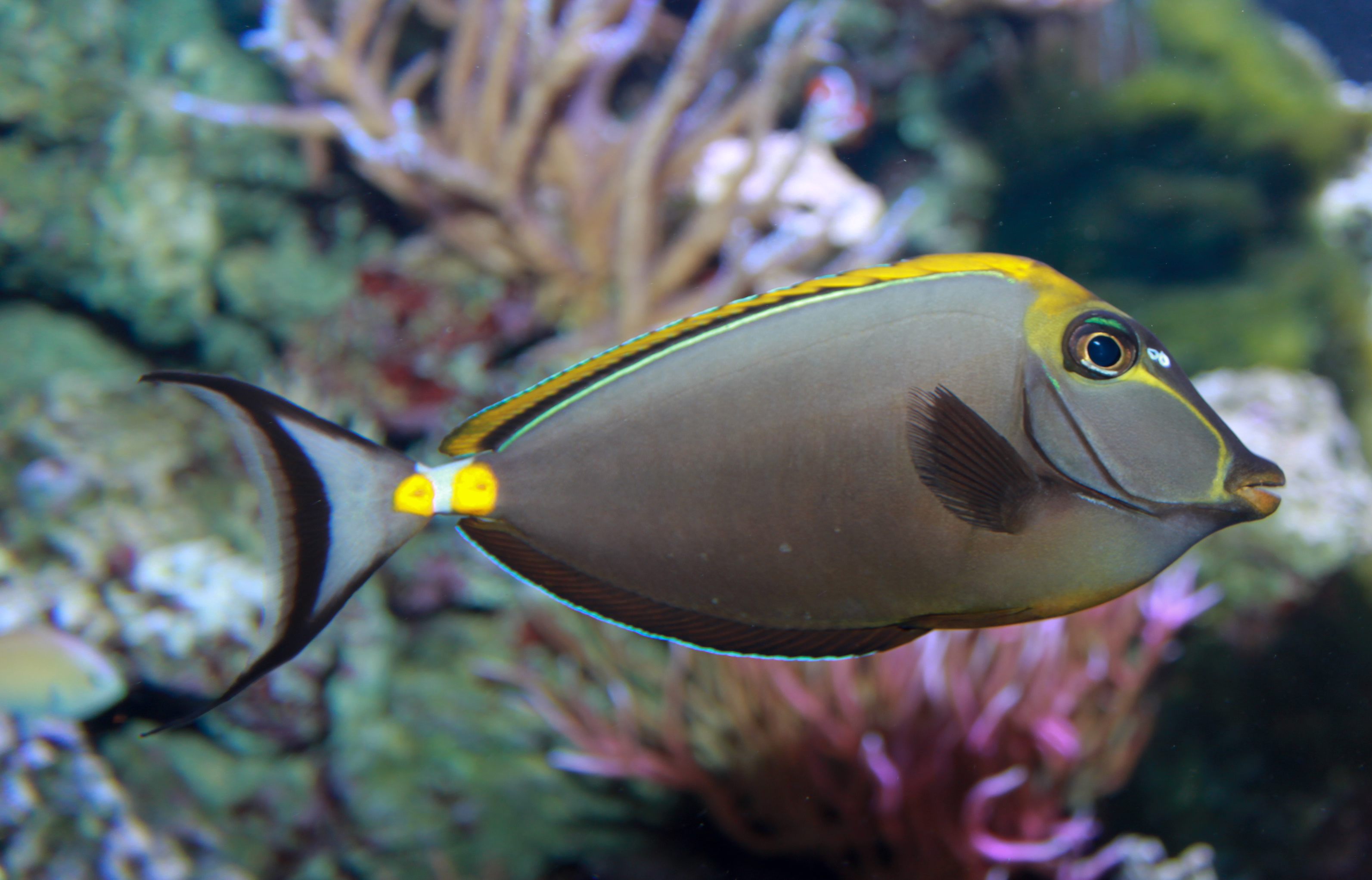
Một cá thể N. elegans đang trưởng thành

Số gai ở vây lưng: 6; Số tia vây ở vây lưng: 26 - 30; Số gai ở vây hậu môn: 2; Số tia vây ở vây hậu môn: 27 - 30; Số gai ở vây bụng: 1; Số tia vây ở vây bụng: 3.

## Sinh thái
N. elegans sống thành từng nhóm nhỏ ở gần những rạn san hô, và thường hợp thành đàn lớn khi bơi giữa đại dương. Thức ăn của chúng là các loài tảo.